# Evgenija Simonova
Evgenija Pavlovna Simonova (in russo Евге́ния Па́вловна Си́монова?; Leningrado, 1º giugno 1955) è un'attrice sovietica e poi russa, conosciuta soprattutto per le sue parti nei film Afonia (1975), Un miracolo ordinario (1978) e 26 giorni della vita di Dostoevskij (1981).
Nel 1984 ha ricevuto il Premio di Stato per il suo contributo a diverse produzioni del Teatro Majakovskij dei primi anni '80, tra cui La vita di Klim Samgin (dal romanzo di Maksim Gor'kij).

## Filmografia parziale
- Dieci inverni durante un'estate (Десять зим за одно лето, Desjat' zim za odno leto, 1969)
- V boj idut odni «stariki» (В бой идут одни старики, 1973)
- Il volo è in ritardo (Вылет задерживается, Bylet zaderživaetsja, 1974)
- Afonia (Афоня, Afonja, 1975)
- Propavšaja ėkspedicija (Пропавшая экспедиция, 1975)
- Fiume d'oro (Золотая речка, Zolotaja rečka, 1976)
- Un miracolo ordinario (Обыкновенное чудо, Obyknovennoe čudo, 1978)
- Škol'nyj val's (Школьный вальс, 1978)
- Rafferty (Рафферти, Rafferti, 1980)
- 26 giorni della vita di Dostoevskij (Двадцать шесть дней из жизни Достоевского, Dvadcat' šest' dnej iz žizni Dostoevskogo, 1981)
- Podrostok (Подросток) (1983)
- Karantin (Карантин) (1983)
- Russkij regtajm (Русский регтайм, 1993)
- Altri (Иные, Inye, 2024)